# کیریل کونف
کیریل کونف (انگلیسی: Kiril Kounev؛ زادهٔ ۱۹ آوریل ۱۹۶۸) وزنه‌بردار بلغارتبار اهل استرالیا بود.
وی در مسابقات کشوری و بین‌المللی در مجموع برندهٔ ۶ مدال طلا شده‌است.